# Castle Eden
Castle Eden – wieś i civil parish w Anglii, w hrabstwie Durham. Leży 16 km na wschód od miasta Durham i 368 km na północ od Londynu. W 2011 roku civil parish liczyła 642 mieszkańców.